# Perigymnosoma rubidum
Perigymnosoma rubidum là một loài ruồi trong họ Tachinidae.